# Ujhorod
Ujhorod sau, mai rar, Ujgorod (în ucraineană Ужгород, în maghiară Ungvár, în slovacă Užhorod) este un oraș aflat în vestul Ucrainei, aproape de granița cu Slovacia și Ungaria. Numele orașului provine de la râul Uj, care îl traversează.

## Istoric
În data de 24 septembrie 1646 de șaizeci și trei de preoți de rit bizantin au semnat Uniunea de la Ujhorod, act prin care au trecut de sub jurisdicția Patriarhiei Moscovei sub jurisdicția Bisericii Romei.
În perioada interbelică Ujhorodul a făcut parte din Cehoslovacia. În anul 1928 a fost dezvelit un monument al președintelui Tomáš Garrigue Masaryk, în același timp cu construcția noului district guvernamental "Malé Galago".
La primul arbitraj de la Viena, din anul 1938, Ujhorodul a fost atribuit Ungariei.
În 1944 a fost ocupat de armata sovietică.

## Demografie
Componența lingvistică a orașului Ujhorod
     Ucraineană (77,55%)
     Rusă (12,4%)
     Maghiară (7,03%)
     Romani (1,29%)
     Alte limbi (1,11%)
Conform recensământului din 2001, majoritatea populației orașului Ujhorod era vorbitoare de ucraineană (77,55%), existând în minoritate și vorbitori de rusă (12,4%), maghiară (7,03%) și romani (1,29%).

## Personalități
- Samuel Lipschütz (1863-1905), campion de șah
- Jenő Janovics (1872-1945), regizor, pionier al cinematografiei, director al Teatrului Național din Cluj